# Zygolophodon

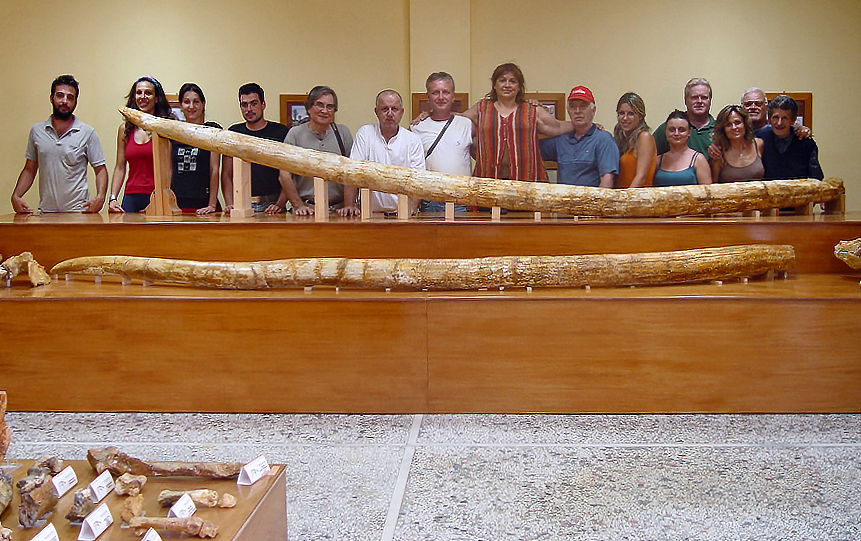
Бивні Zygolophodon tapiroides, знайдені в Мілія (Греція)

Zygolophodon — вимерлий рід африканських, азійських і європейських мамутів, що жив з міоцену до пізнього пліоцену.

## Таксономія
Зиголофодон належить до родини Mammutidae, найвідомішим представником якого є американський мастодонт. Zygolophodon tapiroides і Z. turicensis відомі з раннього-середнього міоцену Європи, тоді як Z. aegyptensis відомий з раннього міоцену Єгипту, а Z. lufengensis, Z. chinjiensis і Z. nemonguensis були знайдені в міоценові відкладення в Східній Азії.
Раніше міомастодон був синонімом до зиголофодона, але, очевидно, це окремий рід, схожий на гомфотерій тим, що має бунодонтові щічні зуби.